# Kraftwerkskomplex Santa Rita
Der Kraftwerkskomplex Santa Rita befindet sich in der Stadt Batangas City, Provinz Batangas, Philippinen und liegt an der Batangas-Bucht. Er besteht aus drei GuD-Kraftwerken und einem Gasturbinen-Kraftwerk. Die installierte Leistung beträgt mit Stand August 2023 etwas über 2 GW.

## Kraftwerke

### Kraftwerk Santa Rita
Der Übertragungsnetzbetreiber gibt für die installierte Leistung des Kraftwerks 1134 MW und für die verfügbare Leistung (dependable) 1042 MW an. Der Eigentümer First Gen gibt wie die sonstigen Quellen 1000 MW an.
Das Kraftwerk besteht gegenwärtig aus zwei Blöcken. Die folgende Tabelle gibt einen Überblick:
| Block | GT | Max. Leistung (MW) | Betriebsbeginn | Turbine | Generator | Dampfkessel     | Status |
| ----- | -- | ------------------ | -------------- | ------- | --------- | --------------- | ------ |
| 1     | 1  | 250                | Juni 2000      | Siemens | Siemens   | Nooter/Erickson |        |
| 1     | 2  | 250                | Juni 2000      | Siemens | Siemens   | Nooter/Erickson |        |
| 2     | 3  | 250                | Oktober 2001   | Siemens | Siemens   | Samsung         |        |
| 2     | 4  | 250                | Oktober 2001   | Siemens | Siemens   | Samsung         |        |

Das Kraftwerk dient zur Abdeckung der Grundlast. Jede der vier Einheiten besteht aus einer Gasturbine vom Typ V84.3A, einem Abhitzedampferzeuger sowie einer Dampfturbine. Die Gas- und die Dampfturbine sind mit einer gemeinsamen Welle (englisch single shaft) synchronisiert.
Im Dezember 1996 wurde einem Konsortium um Siemens der Auftrag erteilt, im November 1997 wurde mit dem Bau des Kraftwerks begonnen und die erste Gasturbine wurde im Dezember 1998 angeliefert. Der Block 1 nahm den kommerziellen Betrieb im Juni 2000 auf, der Block 2 folgte im August 2000.

### Kraftwerk San Lorenzo
Der Übertragungsnetzbetreiber gibt für die installierte Leistung des Kraftwerks 586 MW und für die verfügbare Leistung 530 MW an. Der Eigentümer First Gen gibt wie die sonstigen Quellen 500 MW an.
Das Kraftwerk besteht gegenwärtig aus einem Block. Die folgende Tabelle gibt einen Überblick:
| Block | GT | Max. Leistung (MW) | Betriebsbeginn | Turbine | Generator | Dampfkessel     | Status |
| ----- | -- | ------------------ | -------------- | ------- | --------- | --------------- | ------ |
| 1     | 1  | 250                | September 2002 | Siemens | Siemens   | Babcock-Hitachi |        |
| 1     | 2  | 250                | September 2002 | Siemens | Siemens   | Babcock-Hitachi |        |

Jede der zwei Einheiten besteht aus einer Gasturbine vom Typ V84.3A, einem Abhitzedampferzeuger sowie einer Dampfturbine. Die Gas- und die Dampfturbine sind mit einer gemeinsamen Welle (single shaft) synchronisiert.
Das Kraftwerk nahm den kommerziellen Betrieb im Oktober 2002 auf.

### Kraftwerk San Gabriel
Der Übertragungsnetzbetreiber gibt für die installierte Leistung des Kraftwerks 443 MW und für die verfügbare Leistung 420 MW an. Der Eigentümer First Gen gibt 420 MW an, sonstige Quellen geben 414 MW an.
Das Kraftwerk besteht gegenwärtig aus einem Block. Die folgende Tabelle gibt einen Überblick:
| Block | GT/DT | Max. Leistung (MW) | Betriebsbeginn | Turbine | Generator | Dampfkessel | Status |
| ----- | ----- | ------------------ | -------------- | ------- | --------- | ----------- | ------ |
| 1     | GT    | 274                | November 2016  | Siemens | Siemens   | Siemens     |        |
| 1     | DT    |                    | November 2016  | Siemens | Siemens   |             |        |

Mit dem Bau des Kraftwerks wurde im Januar 2014 begonnen; es nahm den kommerziellen Betrieb im November 2016 auf. Es besteht aus einer Gasturbine sowie einer nachgeschalteten Dampfturbine. An die Gasturbine ist ein Abhitzedampferzeuger angeschlossen, der die Dampfturbine versorgt. Die Gasturbine vom Typ SGT6-8000H und die Dampfturbine vom Typ SST6-5000 wurden von Siemens geliefert.

### Kraftwerk Avion
Der Übertragungsnetzbetreiber gibt für die installierte Leistung des Kraftwerks 131 MW und für die verfügbare Leistung 89 MW an. Der Eigentümer First Gen gibt 97 MW an.
Das Kraftwerk besteht gegenwärtig aus zwei Gasturbinen vom Typ LM6000 PC Sprint, die von General Electric geliefert wurden und die zur Abdeckung von Spitzenlast dienen. Es nahm den kommerziellen Betrieb am 26. September 2016 auf.

## Eigentümer
Die Kraftwerke sind im Besitz der folgenden Unternehmen und werden auch von diesen Unternehmen betrieben: Santa Rita gehört der First Gas Power Corporation (FGPC), San Lorenzo der FGP Corporation (FGP), San Gabriel der First NatGas Power Corporation (FNPC) und Avion der Prime Meridian Powergen Corporation (PMPC). Alle vier Unternehmen sind Töchter von First Gen, einer Tochter der First Philippine Holdings Corporation.

## Sonstiges
Die Kosten für die Errichtung der Kraftwerke Santa Rita and San Lorenzo werden mit 1,39 Mrd. USD angegeben; die Kosten für San Lorenzo werden mit 500 Mio. USD angegeben. Die Kosten für die Errichtung des Kraftwerks San Gabriel werden mit 395 Mio. EUR (bzw. 600 Mio. USD) angegeben; die KfW IPEX-Bank gab eine durch Hermesbürgschaft gedeckte Anleihe in Höhe von 265 Mio. USD für die Finanzierung des Kraftwerks.
Das Erdgas für die Kraftwerke wird z. T. vom Offshore-Erdgasfeld Malampaya, das nordwestlich von Palawan liegt, geliefert.
Im Oktober 2006 wurde ein Rechtsstreit zwischen Siemens und FGPC beigelegt; der Rechtsstreit entstand, da es beim Bau des Kraftwerks Santa Rita zu Verzögerungen gekommen war.